# Teorema de Bernstein-von Mises
En la inferència bayesiana, el teorema de Bernstein–von Mises proporciona la base per utilitzar conjunts bayesians creïbles per a declaracions de confiança en models paramètrics. Afirma que sota algunes condicions, una distribució posterior convergeix en el límit de dades infinites a una distribució normal multivariant centrada en l'estimador de màxima versemblança amb matriu de covariància donada per {\displaystyle n^{-1}I(\theta _{0})^{-1}}, on {\displaystyle \theta _{0}} és el veritable paràmetre de població i {\displaystyle I(\theta _{0})} és la matriu d'informació de Fisher al valor del paràmetre de població real:
{\displaystyle P(\theta |x_{1},\dots x_{n})={\mathcal {N}}(\theta _{0},n^{-1}I(\theta _{0})^{-1}){\text{ per }}n\to \infty .}
El teorema de Bernstein–von Mises enllaça la inferència bayesiana amb la inferència freqüentista. Assumeix que hi ha un veritable procés probabilístic que genera les observacions, com en el freqüentisme, i després estudia la qualitat dels mètodes bayesians per recuperar aquest procés i fer declaracions d'incertesa sobre aquest procés. En particular, afirma que els conjunts Bayesians creïbles d'un cert nivell de credibilitat {\displaystyle \alpha } seran asimptòticament conjunts de confiança de nivell de confiança {\displaystyle \alpha }, que permet la interpretació de conjunts creïbles bayesians.

## Declaració heurística
En una maqueta {\displaystyle (P_{\theta }:\theta \in \Theta )}, sota determinades condicions de regularitat (dimensional finita, ben especificada, suau, existència de proves), si la distribució prèvia {\displaystyle \Pi } activat {\displaystyle \theta } té una densitat respecte a la mesura de Lebesgue que és prou suau (prop {\displaystyle \theta _{0}} limitada lluny de zero), la distància de variació total entre la distribució posterior reescalada (centrant i reescalant a {\displaystyle {\sqrt {n}}(\theta -\theta _{0})}) i una distribució gaussiana centrada en qualsevol estimador eficient i amb la informació de Fisher inversa com a variància convergirà en probabilitat a zero.

## Bernstein–von Mises i estimació de màxima versemblança
En cas que l'estimador de màxima probabilitat sigui un estimador eficient, podem connectar-ho i recuperar una versió comuna, més específica, del teorema de Bernstein–von Mises.

## Implicacions
La implicació més important del teorema de Bernstein-von Mises és que la inferència bayesiana és asimptòticament correcta des d'un punt de vista freqüentista. Això vol dir que per a grans quantitats de dades, es pot utilitzar la distribució posterior per fer, des d'un punt de vista freqüentista, afirmacions vàlides sobre l'estimació i la incertesa.

## Història
El teorema rep el nom de Richard von Mises i SN Bernstein, encara que la primera demostració pròpia la va donar Joseph L. Doob el 1949 per a variables aleatòries amb espai de probabilitat finit. Més tard Lucien Le Cam, la seva estudiant de doctorat Lorraine Schwartz, David A. Freedman i Persi Diaconis van ampliar la prova sota supòsits més generals.